# السلطة التعليمية (الكنسية الكاثوليكية)

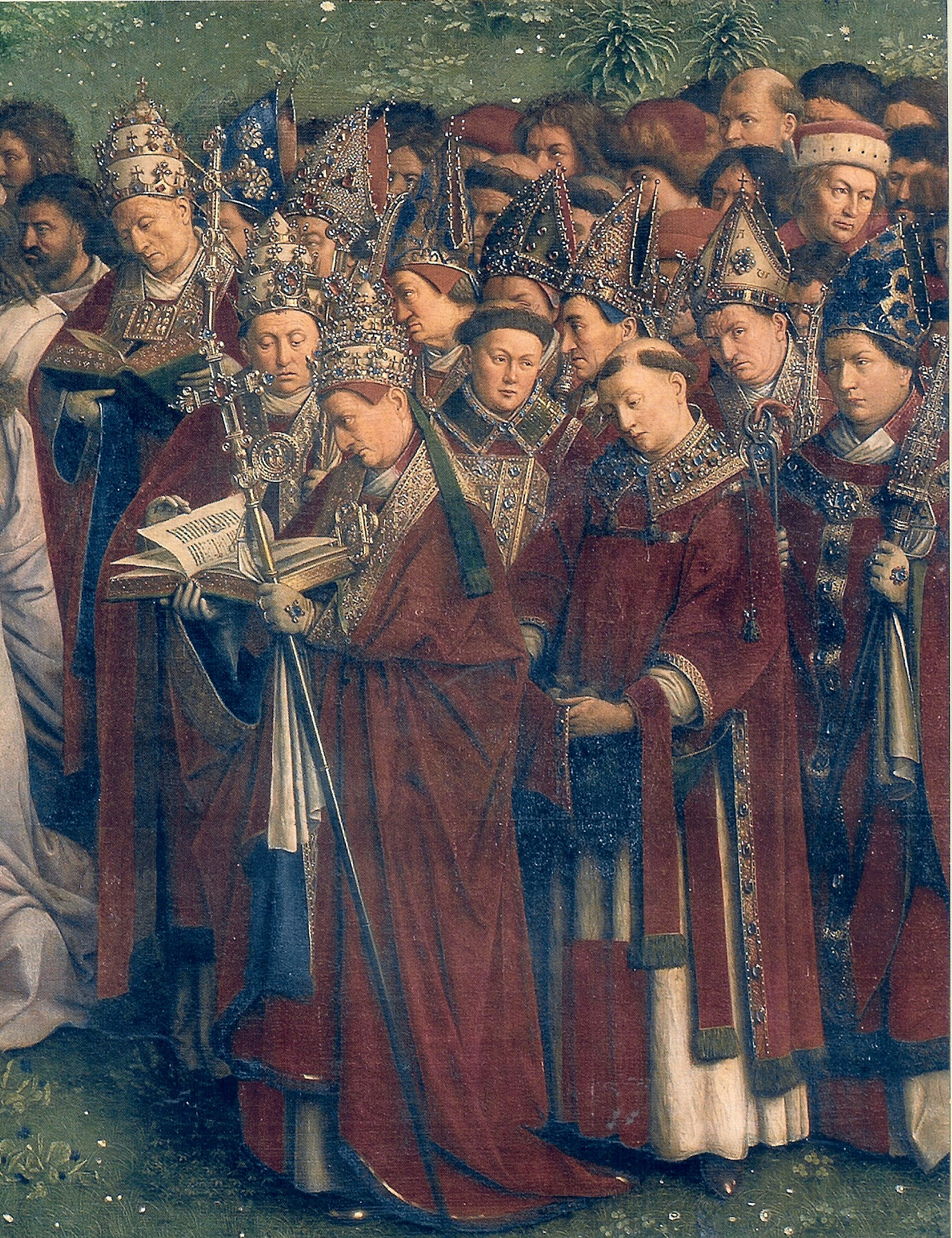
جزء من مذبح غنت الذي يظهر كهنة الكنيسة

السلطة التعليمية (أو السلطة الكنسية، بالانكليزي: Magisterium) في الكنيسة الكاثوليكية هي السلطة التي هي مسؤولة عن تفسير التعاليم والعقائد المسيحية. وفقًا للتعليم المسيحي للكنيسة الكاثوليكية لعام 1992، فإن مهمة تفسير التعاليم معطات بشكل حصري للبابا والأساقفة.

## عملها
تشمل مجالات السلطة التعليمية في الكنيسة ما يلي:
- تفسير الكتاب المقدس: وهو مصدر تعاليم المسيح.
- تحديد العقيدة المسيحية: تحديد العقيدة المسيحية، وهي مجموعة المبادئ الأساسية للإيمان المسيحي.
- التدريس الديني: مسؤولية تعليم المسيحية للمؤمنين.
- التوجيه الروحي: تقديم التوجيه الروحي للمؤمنين.

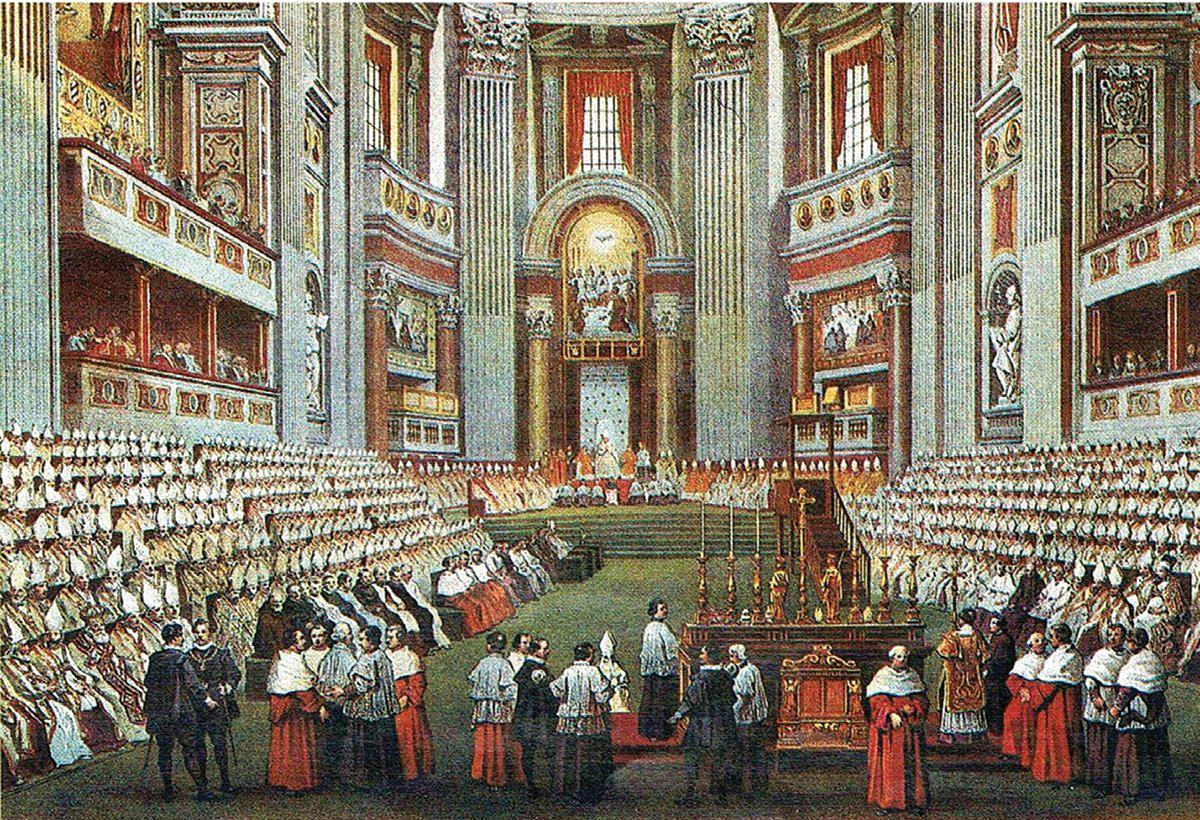
السلطة التعليمية التي ترأس مجلسًا في المجمع الفاتيكاني الأول، حوالي عام 1870